# Live in Philly 2010
 Live in Philly 2010 to pierwszy na żywo wydany album przez hard rockowy zespół  Halestorm, a drugi album wydany przez nich. Album został udostępniony w dniu 21 października 2010 r., ale nie został wydany do 16 listopada 2010.

## Lista utworów
1. "It's Not You" –
2. "Innocence" –
3. "Bet U Wish U Had Me Back" –
4. "Love/Hate Heartbreak" –
5. "I'm Not An Angel" –
6. "Familiar Taste of Poison" –
7. "Boom City" –
8. "Nothing to Do with Love" –
9. "Dirty Work" –
10. "I Get Off" –
11. "Tell Me Where It Hurts" –
12. "Better Sorry Than Safe" –

## Lista utworów (DVD)
1. "Intro." –
2. "It's Not You" –
3. "What Were You Expecting" –
4. "Innocence" –
5. "Bet U Wish U Had Me Back" –
6. "Love/Hate Heartbreak" –
7. "I'm Not An Angel" –
8. "Familiar Taste of Poison" –
9. "Boom City" –
10. "Nothing to Do with Love" –
11. "Dirty Work" –
12. "I Get Off" –
13. "Tell Me Where It Hurts" –
14. "Better Sorry Than Safe" –

## Pozycje
| Chart (2010)                   | Peak position |
| ------------------------------ | ------------- |
| U.S. Billboard 200             | –             |
| Billboard Top Rock Albums      | –             |
| Billboard Top Hard Rock Albums | –             |